# Кюнга Г'ялцен Пелсанпо
Кюнга Г'ялцен Пелсанпо (тиб. ཀུན་དགའ་རྒྱལ་མཚན་དཔལ་བཟང་པོ; 1310– 1358) — 10-й діші (імператорський наставник) Тибету в 1331—1358 роках.

## Життєпис
Походив з аристократичного роду Чжамьянгон з клану Кхен. Син Санпопала, сак'я-трицзін (настоятеля) школи Сак'я і данса-ченпо (старшого теократичного очільника) Тибету, й Мачіг Йон Дагмо. Здобув класичну освіту школи Сак'я з тибетського буддизму. 1323 року при поділі батьківських володінь долучився до двору рідного брата Кюнга Лекпа Юнне Г'ялцена, що став данса (настоятелем-правителем) володінь Лханкан. 1328 року супроводжував останнього, що отримав посаду діші, до Ханбалику. Тут Кюнга Г'ялцен отримав від імператор Єсун-Темура аристократичний титул чангухі-гуна. Згодом повернувся до Тибету.
1331 року призначається новим діші, його привіз до столиці імперії Рангджунг Дордже, 3-го кармапи школи Карма Каг'ю. До 1337 року діяв спільно з рідним братом данса-ченпо Хацун Намхе Лекпа Г'ялценом, завдяки чому відбулася деяка стабілізація становища школи Сак'я в Тибеті.
1347 року домігся признгачення свого син Лодро Г'ялцена данса-ченпо Тибету. Проте нічого не зміг вдіяти проти тимпона (темника) Чанчуби Г'ялцена, що повстав й став фактично незалежним на сході Центрального Тибету. В свою чергу імператор Тоґон-Темур не зміг відправити війська на допомогу, оскільки 1351 року в самому Китаї спалахнуло повстання червоних пов'язок.
До 1357 року влада діші й школи Сак'я в Тибеті була повалена Чанчуба Г'ялценом, що було визнано на зборах в монастирі Сак'я. Лотро Г'ялцен тримався власне в регіоні Цангдо 1365 року. Кюнга Г'ялцен Пелсанпо помер 1358 року. Посаду діші 1361 року отримав його небіж Лачен Сонам Лодро.